# Bugatti Type 251
Pour les articles homonymes, voir Bugatti (homonymie).
Chronologie des modèles (1955 à 1956)
Bugatti Type 57G Tank, Bugatti Type 59 GP
La Bugatti Type 251 est une monoplace de Formule 1 du constructeur automobile français Bugatti, construite en deux exemplaires en 1955 et 1956.
Conçue sous la direction de Roland Bugatti, le fils d'Ettore Bugatti, la Bugatti Type 251 est l'unique monoplace de Formule 1 du constructeur. Elle est pilotée par Maurice Trintignant qui ne participe qu'à une seule course, le Grand Prix automobile de France 1956, et elle reste dans l'histoire comme la première monoplace de Formule 1 à moteur arrière.

## Historique
En 1939 Jean Bugatti se tue accidentellement à près de 200 km/h, à 30 ans, lors d'essais et mise au point de l'évolution de la sa Bugatti Type 57G Tank, victorieuse des Rallye des Alpes françaises 1935, du Grand Prix automobile de France 1936, des 24 Heures du Mans 1937 et des 24 Heures du Mans 1939.
Ettore Bugatti, qui se consacre alors aux Autorails Bugatti à Paris, tente alors de former son plus jeune fils Roland Bugatti, âgé de 17 ans, pour lui succéder mais l'Usine Bugatti de Molsheim est réquisitionnée par les Nazis pour l'effort de guerre durant la Seconde Guerre mondiale (1939-1945). Le 21 août 1947, à 66 ans, Ettore Bugatti meurt, quelques jours après avoir récupéré son usine après une longue bataille juridique avec l'administration française qui l'avait saisie à la Libération.
À partir de 1951, Roland, âgé de 25 ans, et Pierre Marco (le fidèle pilote collaborateur historique de l'Usine Bugatti de Molsheim, recruté en 1919) tentent, sans succès, une résurrection au sommet de Bugatti,, avec les Bugatti Type 101 et Bugatti Type 102, basées sur les Bugatti Type 57 d'avant guerre. Ils n'ont toutefois pas le génie de leurs deux prédécesseurs pour rivaliser avec les nouvelles Ferrari D50 de Juan Manuel Fangio et autres Maserati 250F.

## Lancement du projet de la Bugatti Type 251
En 1954, Roland Bugatti convainc Pierre Marco de lancer la conception d'une nouvelle Formule 1 malgré la situation financière délicate de l'entreprise. Marco confie la réalisation de la monoplace à Gioacchino Colombo, ingénieur expérimenté qui a commencé sa carrière dans les années 1920 chez Alfa Romeo aux côtés de l'ingénieur Vittorio Jano. En 1947, Colombo avait été recruté par Ferrari pour concevoir le premier moteur V12 de la marque puis était retourné chez Alfa Romeo en 1950. Il est à l'origine des Alfa Romeo 158 et Alfa Romeo 159 qui dominèrent les deux premières éditions du championnat du monde de Formule 1. Colombo passait ensuite chez Maserati en 1953, participant à la réalisation de la Maserati 250F.
Le développement de la Bugatti Type 251 est réalisé par le bureau d'études indépendant de Colombo à Milan ; l'ingénieur italien n'est présent à Molsheim qu'une ou deux semaines par mois.
Pour Bugatti, la Type 251 doit faire ses débuts au Grand Prix de France 1955 mais la course est annulée après le dramatique accident des 24 Heures du Mans 1955, le 11 juin 1955, qui provoque la mort de 84 personnes.

## La première F1 avec un moteur à l'arrière
La Bugatti Type 251 est dévoilée à l'automne 1955 et porte ce nom pour deux raisons : 25 pour 2,5 litres et 1 pour « 1er prototype. » La monoplace mêle des concepts avant-gardistes et des vieux principes de la mécanique. Ainsi, pour la première fois dans l'histoire de la Formule 1, le moteur est placé à l'arrière. Colombo le place en position transversale, devant l'axe des roues arrière, pour répartir judicieusement les masses.
Colombo innove encore dans deux domaines : il dote la monoplace de freins à disques et développe une suspension à basculeur qui permet de renvoyer les efforts sur la roue opposée. L'ingénieur doit cependant composer avec l'interventionnisme de Roland Bugatti qui l'oblige à utiliser un antique essieu rigide à l'avant et un classique pont De Dion à l'arrière.

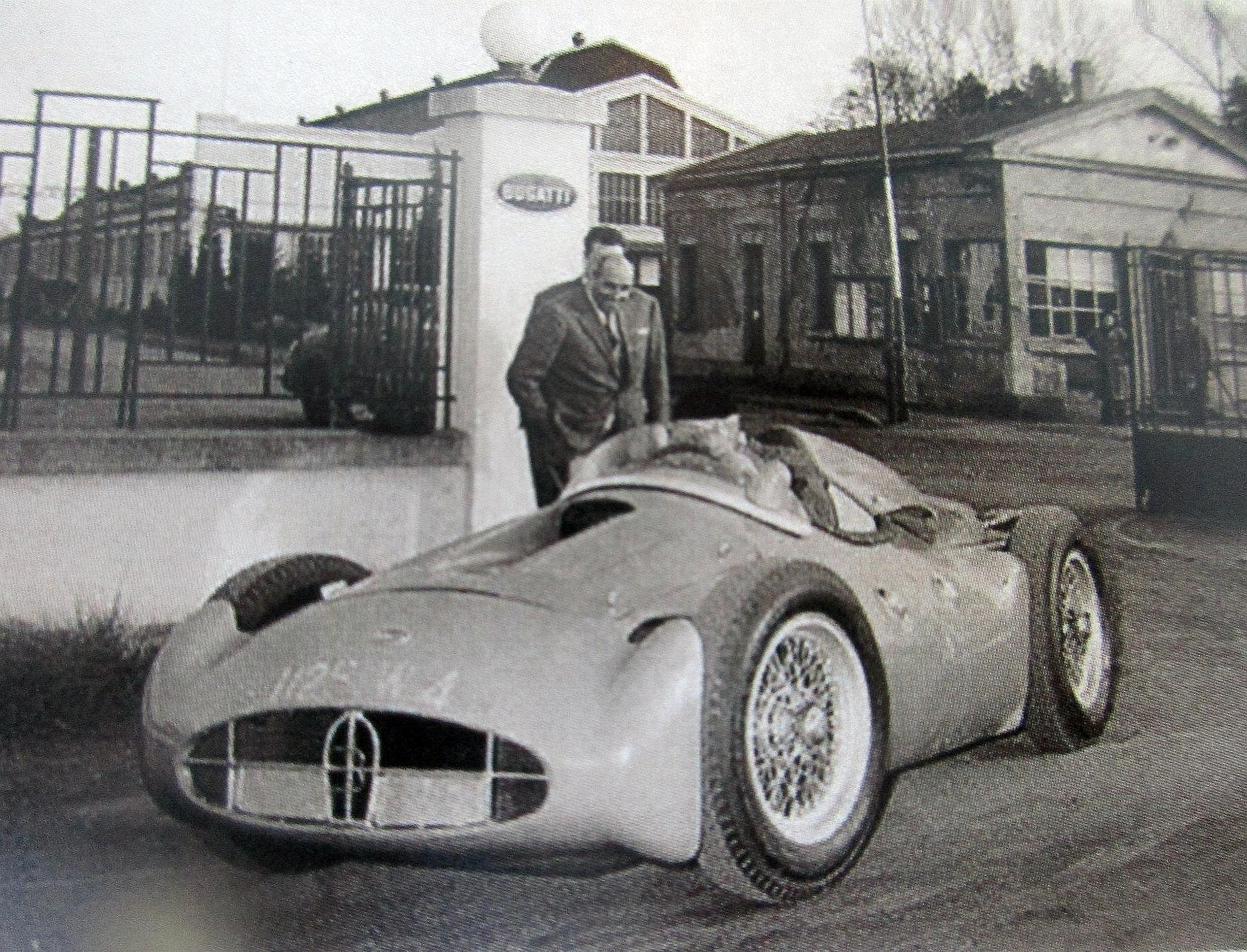
La Bugatti Type 251 devant l'usine de Molsheim
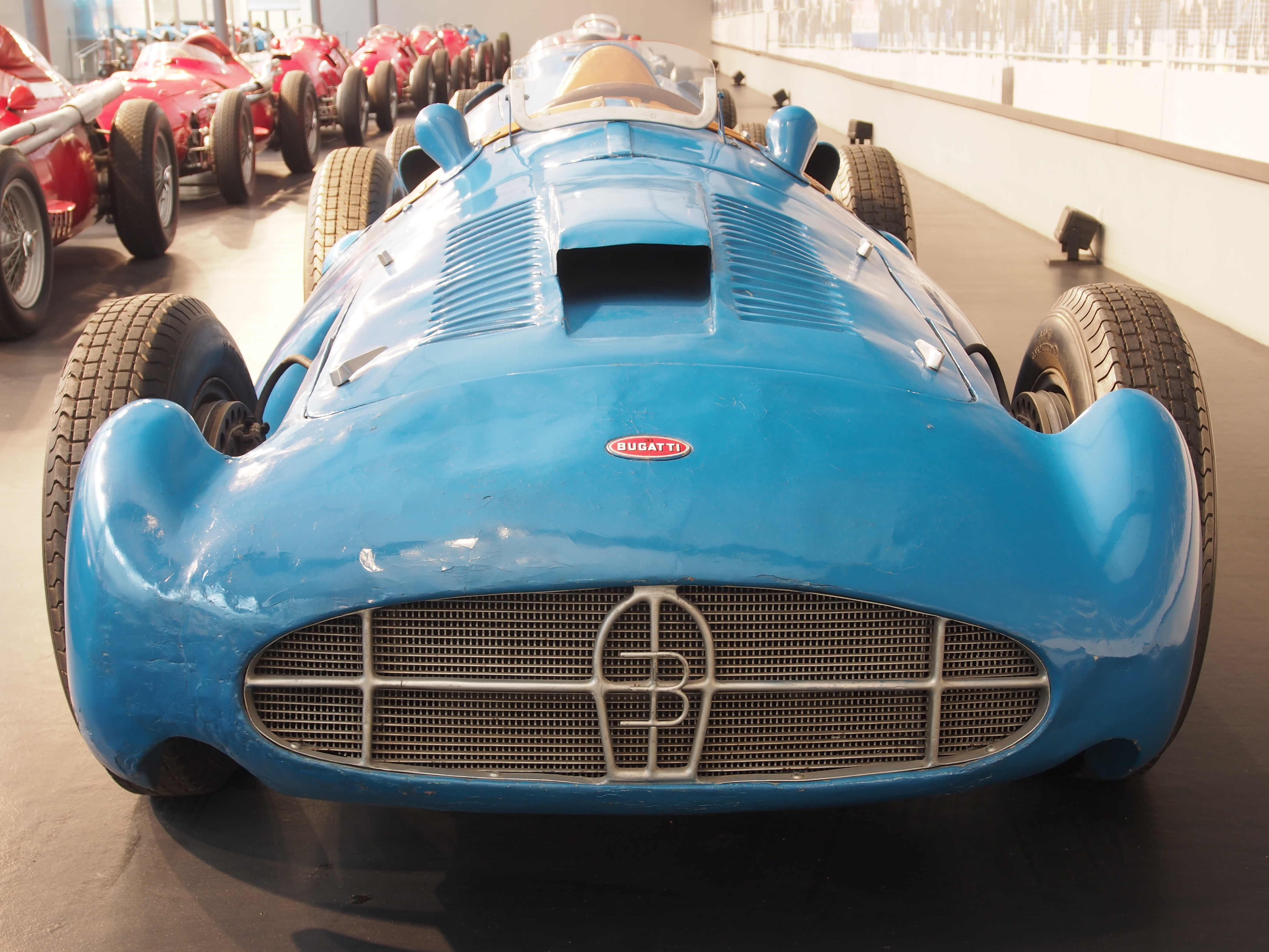
La Bugatti Type 251 (ici la première version, construite en 1955)
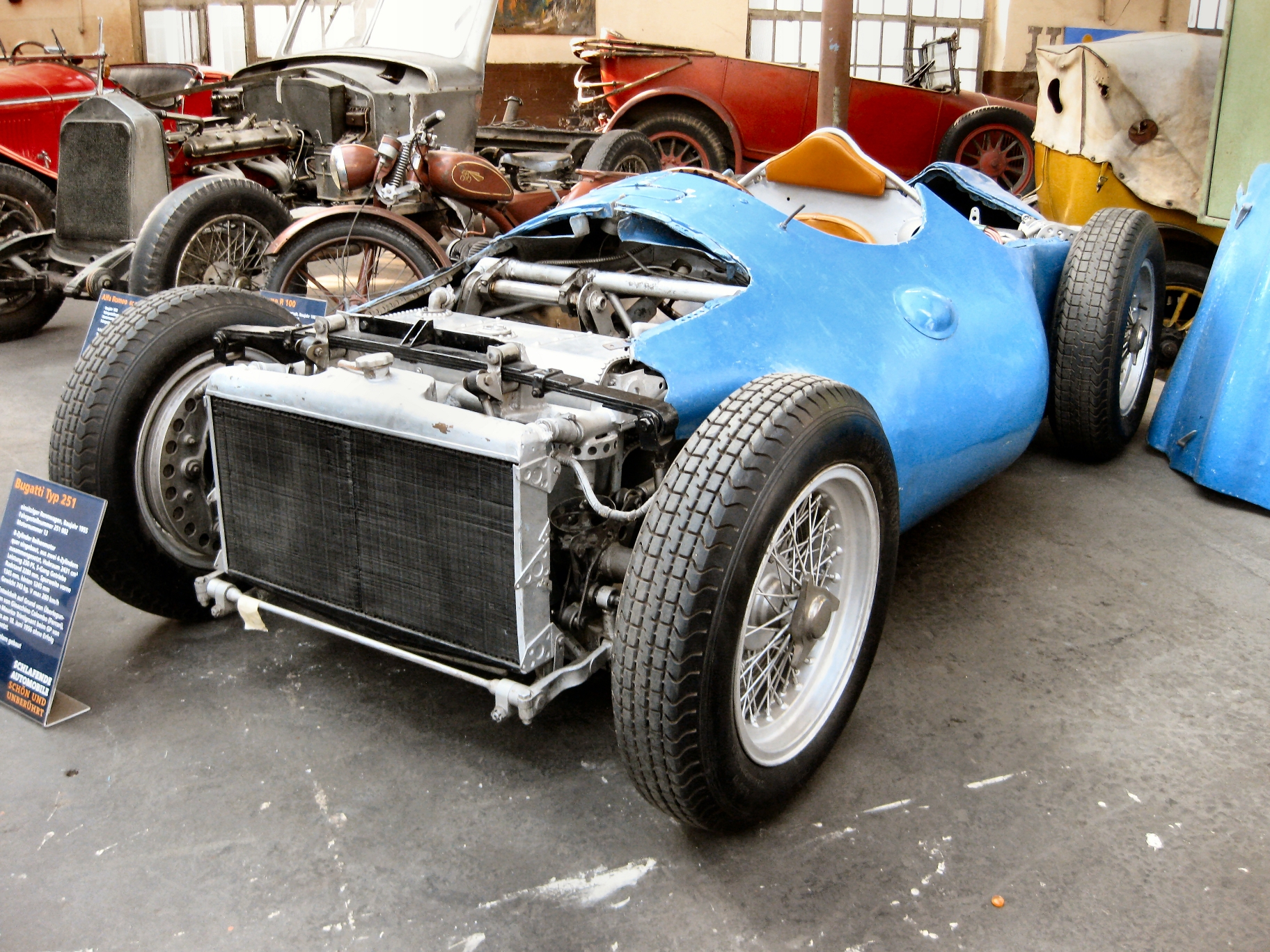
Vue avant sans le capot

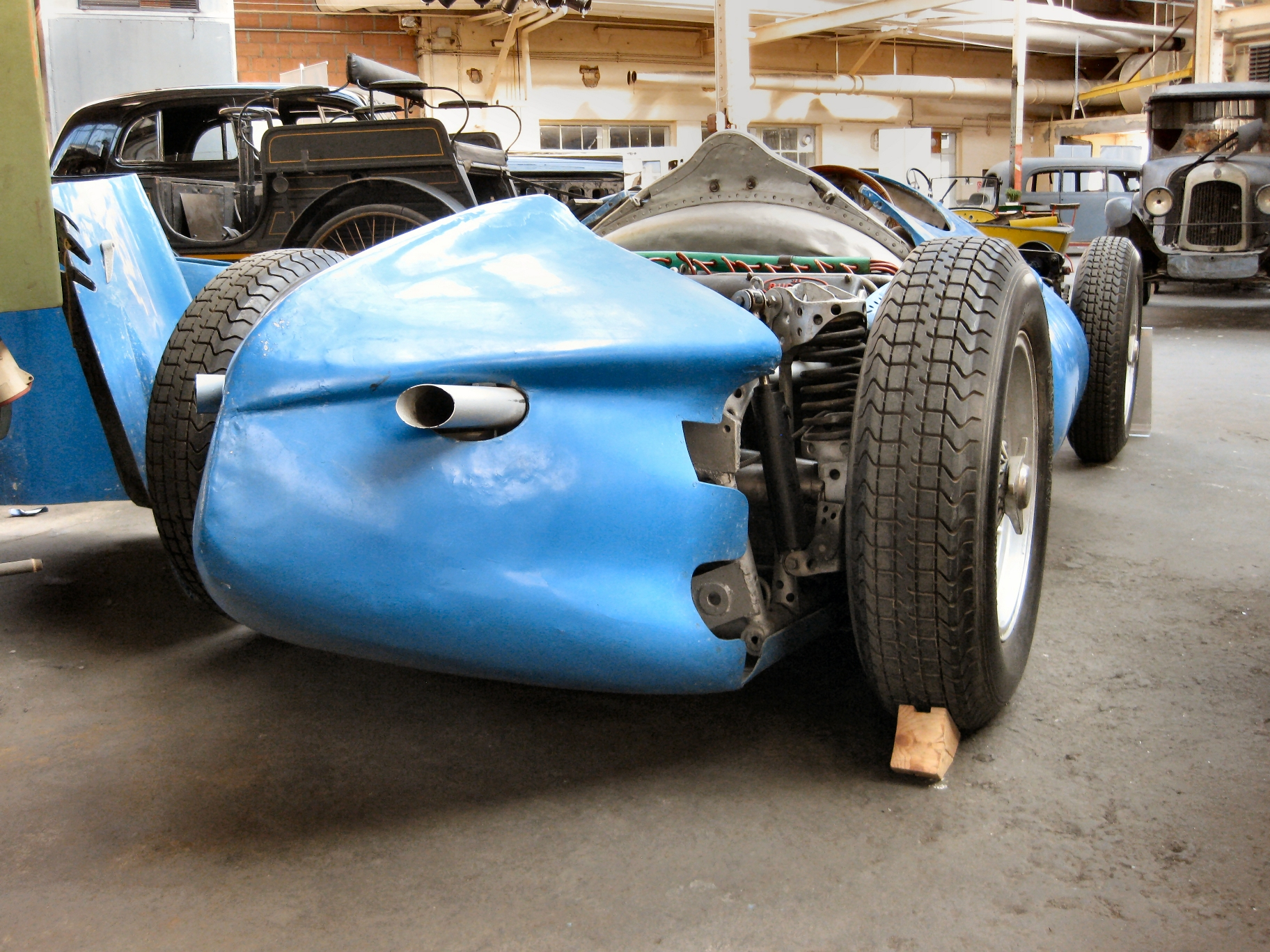
Vue arrière
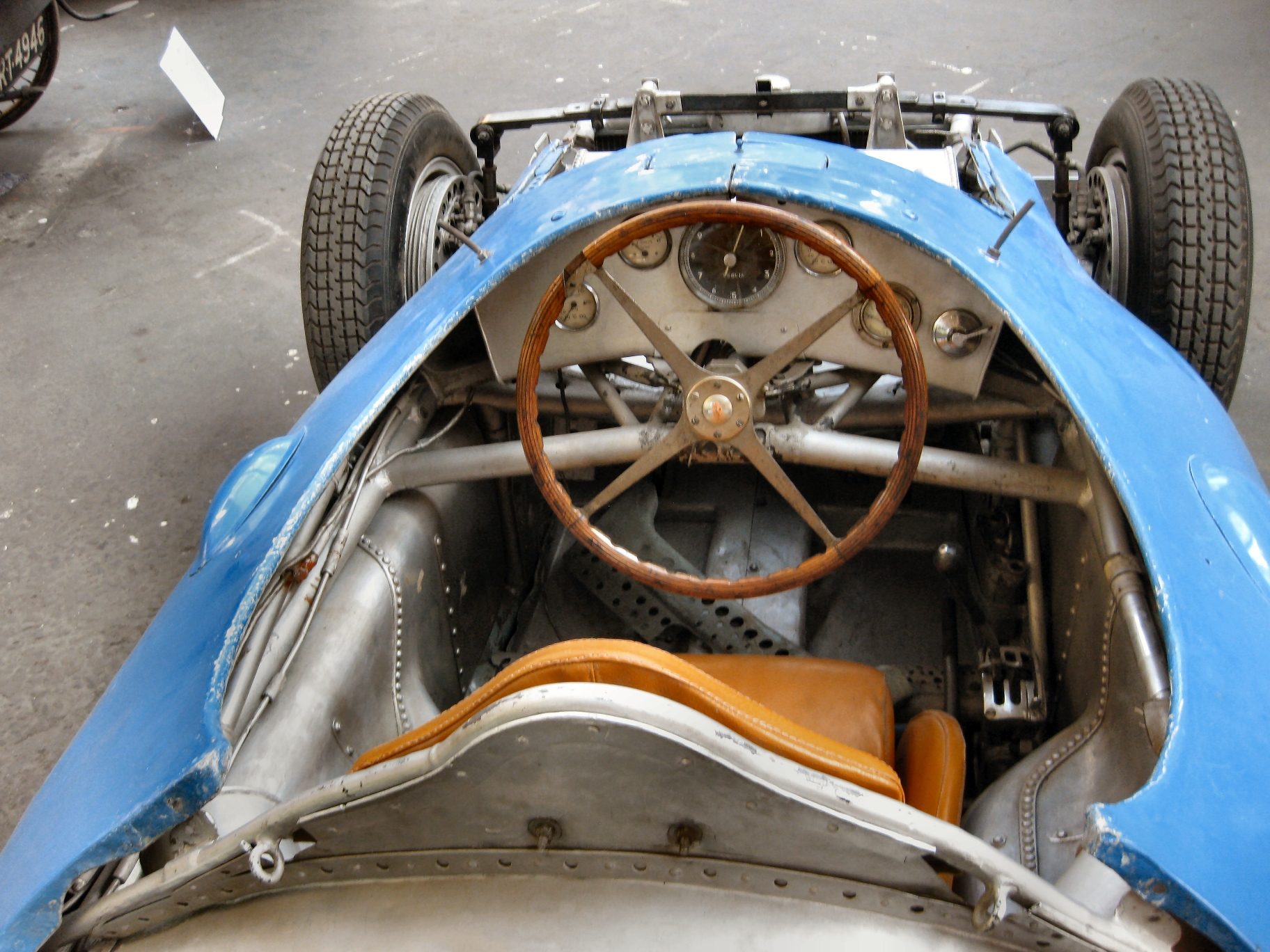
Vue du cockpit
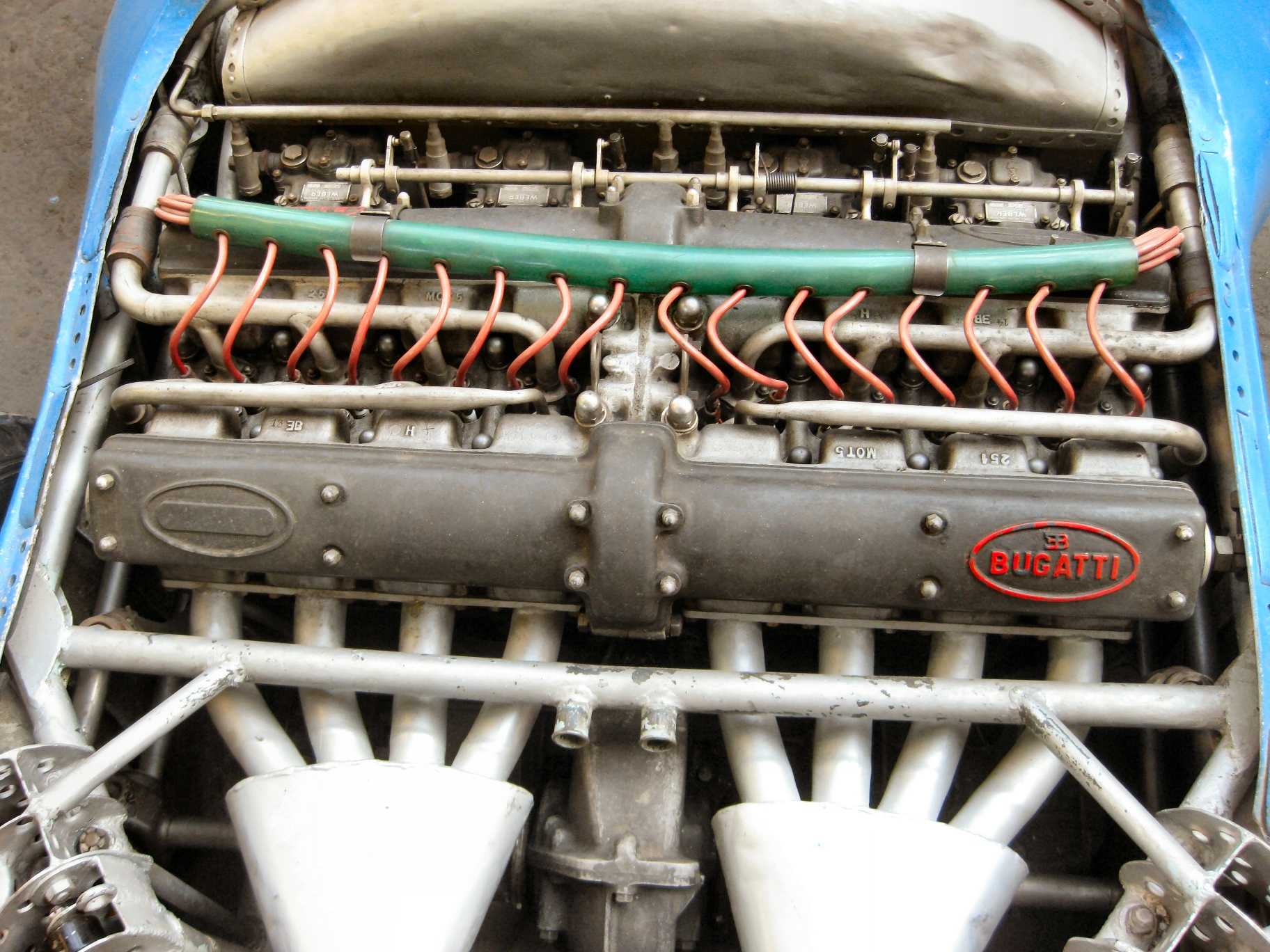
Le moteur de la Bugatti Type 251

## Recrutement de Trintignant
Roland Bugatti contacte le pilote français Maurice Trintignant en vue de participer au Grand Prix de France 1956. Comme la Scuderia Ferrari, qui l'emploie depuis 1954, refuse de le laisser disputer cette course, il quitte l'écurie italienne.
Trintignant a fait ses débuts en compétition le 10 avril 1938, à 21 ans, en terminant cinquième du Grand Prix de Pau sur une Bugatti Type 51 de 2,3 litres de cylindrée (le modèle même avec lequel son frère Louis s'est tué). En 1950, il participe au premier championnat du monde de Formule 1 et, en 1955, remporte le Grand Prix de Monaco sur Ferrari, devenant le premier pilote français à s'imposer en championnat du monde et à en être le leader.
En 1956, il signe un contrat avec l'écurie Vanwall qui accepte de le laisser à la disposition de Bugatti pour le Grand Prix de France 1956.

## Premiers essais de la Bugatti Type 251
En mars 1956, Trintignant effectue des essais préliminaires de la Bugatti Type 251 sur l'aérodrome d'Entzheim-Strasbourg. Les membres de l'écurie ont délimité une piste de 2,8 kilomètres avec deux lignes droites et deux virages. Trintignant atteint la vitesse de 265 km/h, pousse le moteur jusqu'à 8 000 tr/min et se déclare satisfait des performances de sa monoplace.
Afin de recueillir le maximum d'impressions, Louis Rosier, Philippe Etancelin, et le franco-brésilien Hermano da Silva Ramos essaient à leur tour la monoplace ; ils se montrent moins enthousiastes que Trintignant, pointant du doigt l'empattement court de la Type 251 qui provoque un louvoiement à haute vitesse et font également part d'un caractère sous-vireur prononcé et déplorent un évident déficit de puissance.
Le journaliste belge Jacques Ickx, fondateur du magazine Le Moniteur automobile assiste aux essais et se montre lui aussi pessimiste quant aux performances de la voiture, conseillant même aux membres de l'écurie d'attendre 1957 pour s'engager en Formule 1. Mais Roland Bugatti ne veut pas renoncer et reçoit le soutien de Raymond Roche, personnage incontournable du sport automobile français à l'époque, qui convainc les collectivités locales responsables du tracé de Reims (théâtre du Grand Prix de France 1956) de fermer exceptionnellement le circuit non-permanent pour que Bugatti puisse y effectuer des essais.
Le 18 juin 1956, Trintignant et la Bugatti Type 251 s'élancent sur le tracé de Reims et bouclent le tour de piste en 2 min 42 s, loin des 2 min 29 s 4 de Juan Manuel Fangio, auteur de la pole position du Grand Prix automobile de France 1954. Le louvoiement constaté à Entzheim-Strasbourg est toujours présent et l'on parvient à en identifier la cause : il y a un mauvais accord entre les types de suspension avant et arrière. Enfin, les freins à disques, complexes et peu efficaces, sont remplacés par des tambours pour la course.

## Une seule course en Formule 1

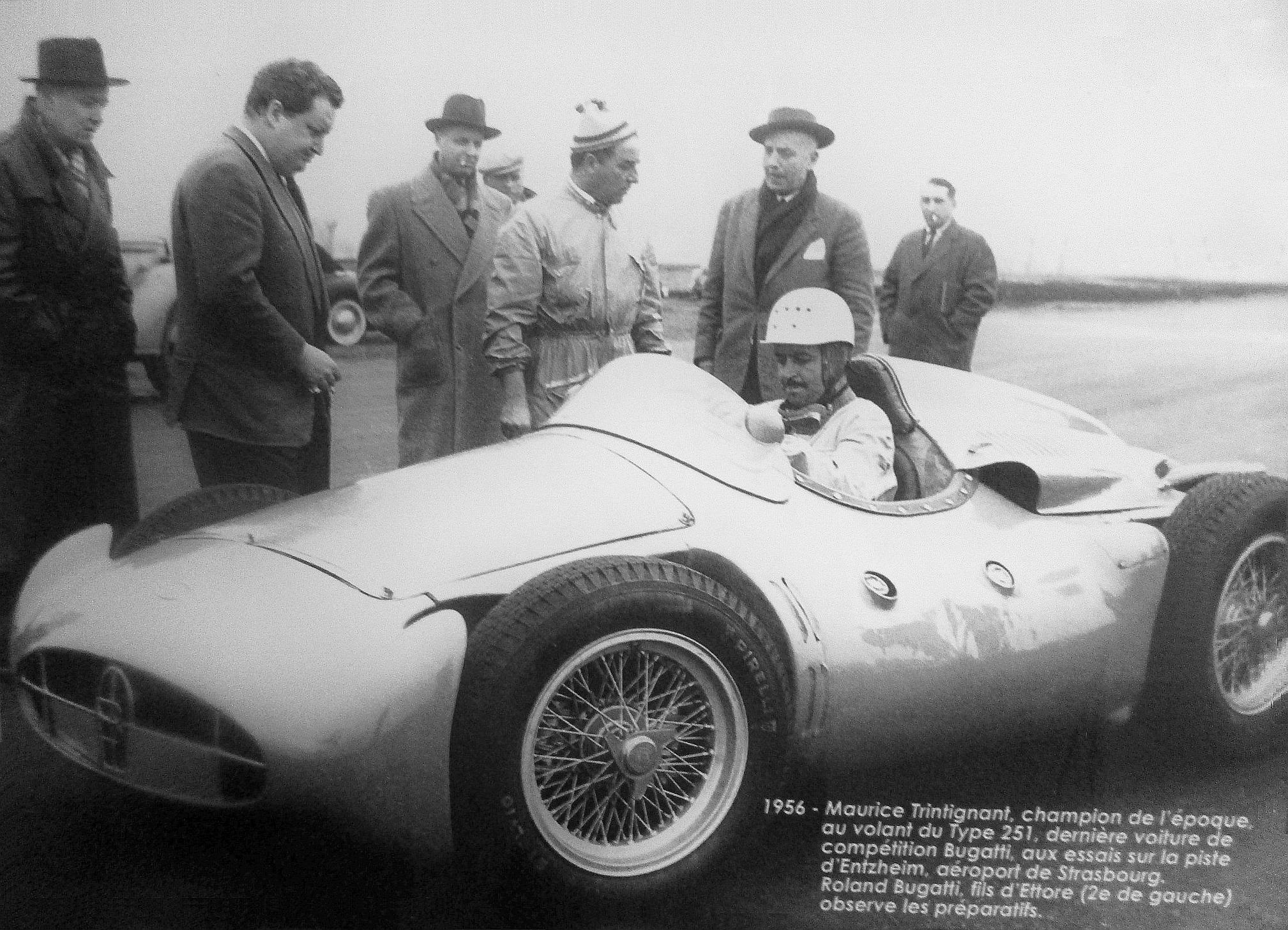
Maurice Trintignant à bord de la monoplace.

Le Grand Prix de France 1956, organisé par l'Automobile Club de France sur le circuit de Reims-Gueux, se déroule du 27 juin au 1er juillet et marque les débuts officiels de Bugatti en championnat du monde de Formule 1. Bugatti amène deux Type 251 mais Maurice Trintignant constate qu'elles ne sont pas au point : « Toutes les deux avaient le même défaut : les roues directrices avaient une fâcheuse tendance à tourner de gauche à droite et de droite à gauche sans l'intervention du volant. » Trintignant rapporte également à ses mécaniciens la faiblesse des amortisseurs mais Bugatti, ayant un accord avec le fournisseur, persiste à les utiliser.
Les corrections sur les monoplaces ne pouvant être effectuées qu'à l'usine, en Alsace, le pilote souhaite renoncer mais, de par son contrat et le fait que ce soit le Grand Prix de France, l'écurie maintient son engagement à son grand regret : « Il aurait mieux valu déclarer forfait. Mais, pour éviter une cruelle déception aux nombreux spectateurs amoureux de Bugatti, après un entretien avec Roland Bugatti, la décision fut prise de prendre le départ malgré tout. »
Trintignant opte alors pour la première Bugatti Type 251 et ne réalise que le 18e temps des qualifications, à plus de dix-huit secondes du meilleur temps réalisé par Fangio sur Ferrari. Le pilote n'est guère confiant pour la course : son moteur manque de puissance et le rapport de la première vitesse, trop long, l'empêche de prendre un bon départ. Il s'élance malgré tout et pendant une dizaine de tours, la tenue de route de la Bugatti Type 251 reste passable, avant de se dégrader progressivement. Trintignant, remonté en treizième position, manque de sortir de la piste au virage du Thillois et comprend que ses amortisseurs sont détruits ; il abandonne au 18e des 61 tours en raison d'un problème d'accélérateur.

« Je fus contraint d'abandonner au 18e tour à cause de mon accélérateur qui s'était coincé car le système qui reliait les carbus était en aluminium et non pas monté sur rouleau. C'était un désastre et j'étais obligé de ramener l'accélérateur à la main. »

## Postérité
Le Grand Prix de France 1956 est l'unique course de la Bugatti Type 251 qui n'a parcouru que dix-huit tours soit 149 kilomètres. Faute de moyens, Pierre Marco met peu après un terme à un projet qui a coûté plus de soixante millions de francs de l'époque.
La Bugatti Type 252 suivante reste au stade de prototype ; la marque et l'usine sont revendues en 1963 à Messier, un spécialiste de l'aéronautique qui achète également le constructeur franco-espagnol Hispano-Suiza.
Malgré une seule course et un abandon précoce, Maurice Trintignant garde un bon souvenir de cette monoplace : « C'était tout de même une excellente voiture. Le moteur en travers était une brillante idée mais nous n'avions pas eu le temps de revoir les défauts. »
En 2005, des études sont menées par Laurent Rondoni et Bernard Boyer (ex-ingénieur chez Matra) pour restaurer la monoplace mais il s'avère que le châssis souffre d'un problème structurel. Les deux uniques Bugatti Type 251 appartiennent à la Collection Schlumpf de la Cité de l'automobile de Mulhouse.

## Caractéristiques techniques de la Bugatti Type 251
| Châssis                     | Treillis tubulaire |
| Moteur                      | 8 cylindres en ligne (constitué de deux blocs de 4 cylindres accolés) en position transversale arrière                            |
| Cylindrée                   | 2 421 cm3 |
| Alésage x course            | 76 × 8,5 mm |
| Matériaux                   | culasse et blocs-moteurs en alliage léger                                                                                         |
| Vilebrequin                 | en deux parties, avec masses d'équilibrage amovibles et aérodynamiques                                                            |
| Alimentation / Distribution | 4 carburateurs Weber double corps, double allumage                                                                                |
| Puissance                   | 275 chevaux à 9 000 tr/min |
| Taux de compression         | 9,1 |
| Boîte de vitesses           | 5 rapports accolés au moteur, pignonnerie ZF                                                                                      |
| Embrayage                   | Multidisque sec |
| Suspension AV/AR            | Système triangulé avec biellettes, essieu avant rigide et essieu arrière De Dion avec guidage central, amortisseurs télescopiques |
| Freins                      | à tambour à commandes hydrauliques et non à disques comme prévu                                                                   |
| Empattement                 | 2,30 mètres |
| Voie AV/AR                  | 1,35/1,28 mètre |
| Poids                       | 750 kilogrammes |

## Résultats en championnat du monde de Formule 1
| Saison | Écurie              | Moteur         | Pneumatiques | Pilotes             | Courses | Courses | Courses | Courses | Courses | Courses | Courses | Courses | Points inscrits | Classement |
| Saison | Écurie              | Moteur         | Pneumatiques | Pilotes             | 1       | 2       | 3       | 4       | 5       | 6       | 7       | 8       | Points inscrits | Classement |
| ------ | ------------------- | -------------- | ------------ | ------------------- | ------- | ------- | ------- | ------- | ------- | ------- | ------- | ------- | --------------- | ---------- |
| 1956   | Automobiles Bugatti | Bugatti 2.5 L8 | Englebert    |                     | ARG     | MON     | 500     | BEL     | FRA     | GBR     | ALL     | ITA     | -               | -          |
| 1956   | Automobiles Bugatti | Bugatti 2.5 L8 | Englebert    | Maurice Trintignant |         |         |         |         | Abd.    |         |         |         | -               | -          |

Légende : ici 